# Aman Mojadidi
Aman Mojadidi (* 1971 in Jacksonville) ist ein US-amerikanischer Autor und Filmemacher afghanischer Herkunft.

## Leben und Werk
Aman Mojadidi studierte Kulturanthropologie. Er arbeitet vorwiegend an ortsspezifischen Projekten, die qualitative Forschung, traditionelles Geschichtenerzählen, postmoderne Erzählstrategien und Mixed-Media-Installationen kombinieren, um Themen wie Zugehörigkeit, Identitätspolitik, Konflikt und Migration zu thematisieren. Mojadidi ist bekannt für seine öffentlichen Kunstprojekte, in denen er die politische Lage in Afghanistan und interkulturelle Identitäten untersucht.
Aman Mojadidi war Kurator der Außenstelle der dOCUMENTA (13) in Kabul und Teilnehmer der dOCUMENTA (13) in Kassel, der Dhaka Art Summit (2016), Asia Triennial Manchester (2014), Havana Biennial (2015). 2012 und 2018 wurde er als Teilnehmer zur Kochi-Muziris Biennale in Kochi eingeladen.